# NGC 5158
NGC 5158 é uma galáxia espiral barrada (SBab) localizada na direcção da constelação de Coma Berenices. Possui uma declinação de +17° 46' 44" e uma ascensão recta de 13 horas, 27 minutos e 46,9 segundos.
A galáxia NGC 5158 foi descoberta em 7 de Maio de 1826 por John Herschel.